# Erpodium ceylonicum
Erpodium ceylonicum är en bladmossart som beskrevs av George Henry Kendrick Thwaites och Mitten 1873. Erpodium ceylonicum ingår i släktet Erpodium och familjen Erpodiaceae. Inga underarter finns listade i Catalogue of Life.